# European Rugby Challenge Cup 2024-2025
La European Rugby Challenge Cup 2024-25 (in inglese 2024-25 European Rugby Challenge Cup; in francese Challenge européen 2024-25) fu l'11ª edizione della European Rugby Challenge Cup, competizione per club di rugby a 15 organizzata da European Professional Club Rugby come torneo cadetto della Champions Cup, nonché la 29ª assoluta della Challenge Cup.
La competizione si svolse tra il 6 dicembre 2024 e il 26 maggio 2026 tra 18 squadre provenienti da 8 federazioni (Francia, Galles, Georgia, Inghilterra, Irlanda, Italia, Scozia e Sudafrica).
8 club giunsero alla competizione direttamente dai propri campionati nazionali, 8 dallo United Rugby Championship 2023-24 e due, la franchise sudafricana dei Cheetahs e quella georgiana del Black Lion, furono invitate.
La competizione fu vinta, per la seconda volta nella sua storia, da Bath che sconfisse in finale Lione con il punteggio di 37-12. 
Per la prima volta nella storia delle competizioni di club europee, la direzione della finale è stata affidata a una donna, Hollie Davidson, nella circostanza anche la prima scozzese ad arbitrare una finale di Challenge dopo Jim Fleming nel 1998.
Il valore delle marcature, come stabilito da World Rugby nel 2017, è: 5 punti per ciascuna meta (7 se trasformata), 7 punti per la meta tecnica, 3 punti per la realizzazione di ciascun calcio piazzato, idem per il drop.

## Formula
Al torneo partecipano 18 squadre così determinate:
- le 2 squadre dal nono al decimo posto della Premiership 2023-24
- le 4 squadre dal nono al dodicesimo posto del Top 14 2023-24;
- la vincitrice del Pro D2 della stessa stagione:
- la vincitrice dello spareggio tra la tredicesima di Top 14 e la seconda di Pro D2 della stessa stagione;
- le 8 ultime classificate dello United Rugby Championship 2023-24;
- i Cheetahs, franchise sudafricana, e il Black Lion, franchise georgiana, invitate a partecipare al torneo[1].

Le 18 squadre qualificate sono ripartite in 3 gironi da 6 squadre. I club sono sorteggiati casualmente rispettando le condizioni che ogni girone può contenere un massimo di 1 squadra proveniente dalla Premiership, 2 dal Top 14 e 3 dall'United Rugby Championship ed, inoltre, che non può includere due club provenienti dallo stesso girone geografico dello United Rugby Championship. Ciascuna squadra disputa in totale 4 match, due in casa e due in trasferta, giocando ogni partita con un avversario diverso.
Le prime 4 squadre di ogni girone partecipano agli ottavi di finale insieme ai club classificatesi al quinto posto di ogni girone della Champions Cup 2024-25.
Le sedici squadre sono organizzate in un ranking basato sulla posizione in classifica e sui punti ottenuti nel proprio girone: le formazioni qualificatesi prime occupano i posti dall'1 al 3, le seconde dal 4 all'6, le due migliori terze dal 7 al 8, quelle provenienti dalla Champions Cup dal 9 al 12, la peggior terza il 13 e le quarte dal 14 al 16. Gli accoppiamenti degli ottavi di finale, che si giocano in gare di sola andata, sono determinati secondo il seguente schema: 1 vs 16 (R16 1), 2 vs 15 (R16 2), 3 vs 14 (R16 3), 4 vs 13 (R16 4), 5 vs 12 (R16 5), 6 vs 11 (R16 6), 7 vs 10 (R16 7), 8 vs 9 (R16 8). Le otto squadre meglio classificate in ogni girone hanno il vantaggio di giocare in casa.
I quarti di finale si giocano in partita unica e gli accoppiamenti, possibili tra squadre anche provenienti dallo stesso campionato, sono determinati secondo il seguente schema: vincitore R16 1 vs vincitore R16 8 (QF1), vincitore R16 2 vs vincitore R16 7 (QF2), vincitore R16 3 vs vincitore R16 6 (QF3), vincitore R16 4 vs vincitore R16 5 (QF4). Le squadre meglio classificate nella fase a gironi giocano la partita in casa.
Le semifinali, che si svolgono in partita unica, si tengono tra i vincitori dei quarti di finale abbinati secondo il seguente schema: vincitore QF1 vs vincitore QF4, vincitore QF2 vs vincitore QF3. Così come nel turno precedente (quarti di finale), la squadra meglio classificata nella fase a gironi ha il vantaggio di giocare in casa.
La finale si svolgerà al Millennium Stadium di Cardiff, nel Regno Unito.

## Squadre partecipanti
Oltre alle squadre provenienti dai tre maggiori campionati europei, l'EPCR ha rinnovato l'invito a partecipare alla competizione per due franchigie: i Cheetahs dal Sudafrica e il Black Lion dalla Georgia; quest'ultima è la prima squadra georgiana della storia ad aver mai partecipato in uno dei maggiori tornei professionistici organizzati da EPCR.

### Classificazione per torneo
|   | Top 14      | Premiership | Pro14         | Invitate   |
| - | ----------- | ----------- | ------------- | ---------- |
| 1 | Pau         | Gloucester  | Ospreys       | Cheetahs   |
| 2 | Perpignano  | Newcastle   | Lions         | Black Lion |
| 3 | Lione       | –           | Edimburgo     | –          |
| 4 | Bayonne     | –           | Connacht      | –          |
| 5 | Montpellier | –           | Cardiff Rugby | –          |
| 6 | Vannes      | –           | Scarlets      | –          |
| 7 | –           | –           | Dragons       | –          |
| 8 | –           | –           | Zebre         | –          |

### Composizione dei gironi
| Girone 1      | Girone 2    | Girone 3   |
| ------------- | ----------- | ---------- |
| Cardiff Rugby | Dragons     | Bayonne    |
| Cheetahs      | Lions       | Black Lion |
| Connacht      | Montpellier | Edimburgo  |
| Lione         | Newcastle   | Gloucester |
| Perpignano    | Ospreys     | Scarlets   |
| Zebre         | Pau         | Vannes     |

## Fase a gironi

### Girone 1
|            | Incontri girone 1     |       |
| ---------- | --------------------- | ----- |
| 7-12-2024  | Lione – Cardiff       | 37-26 |
| 7-12-2024  | Connacht – Zebre      | 43-12 |
| 8-12-2024  | Cheetahs – Perpignano | 20-20 |
| 14-12-2024 | Zebre – Lione         | 19-21 |
| 14-12-2024 | Cardiff – Cheetahs    | 26-10 |
| 15-12-2024 | Perpignano – Connacht | 18-31 |
| 11-1-2025  | Perpignano – Cardiff  | 23-20 |
| 11-1-2025  | Connacht – Lione      | 52-24 |
| 12-1-2025  | Cheetahs – Zebre      | 22-18 |
| 17-1-2025  | Cardiff – Connacht    | 19-28 |
| 18-1-2025  | Lione – Cheetahs      | 68-21 |
| 19-1-2025  | Zebre – Perpignano    | 21-39 |

#### Classifica
| Pos | Squadra       | G | V | N | P | PF  | PS  | P±  | BP | PT |
| --- | ------------- | - | - | - | - | --- | --- | --- | -- | -- |
| 1   | Connacht      | 4 | 4 | 0 | 0 | 154 | 73  | 81  | 4  | 20 |
| 2   | Lione         | 4 | 3 | 0 | 1 | 150 | 118 | 32  | 2  | 14 |
| 3   | Perpignano    | 4 | 2 | 1 | 1 | 100 | 92  | 8   | 1  | 11 |
| 4   | Cardiff Rugby | 4 | 1 | 0 | 3 | 91  | 98  | −7  | 3  | 7  |
| 5   | Cheetahs      | 4 | 1 | 1 | 2 | 73  | 132 | −59 | 0  | 6  |
| 6   | Zebre         | 4 | 0 | 0 | 4 | 70  | 125 | −55 | 2  | 2  |

### Girone 2
|            | Incontri girone 2       |       |
| ---------- | ----------------------- | ----- |
| 6-12-2024  | Dragons – Montpellier   | 14-18 |
| 8-12-2024  | Pau – Newcastle         | 32-19 |
| 8-12-2024  | Ospreys – Lions         | 30-14 |
| 14-12-2024 | Montpellier – Ospreys   | 59-15 |
| 14-12-2024 | Lions – Pau             | 43-35 |
| 15-12-2024 | Newcastle – Dragons     | 14-22 |
| 11-1-2025  | Ospreys – Newcastle     | 35-15 |
| 11-1-2025  | Montpellier – Lions     | 28-5  |
| 12-1-2025  | Dragons – Pau           | 15-24 |
| 17-1-2025  | Newcastle – Montpellier | 7-26  |
| 18-1-2025  | Pau – Ospreys           | 28-31 |
| 18-1-2025  | Lions – Dragons         | 60-10 |

#### Classifica
| Pos | Squadra     | G | V | N | P | PF  | PS  | P±  | BP | PT |
| --- | ----------- | - | - | - | - | --- | --- | --- | -- | -- |
| 1   | Montpellier | 4 | 4 | 0 | 0 | 131 | 41  | 90  | 3  | 19 |
| 2   | Ospreys     | 4 | 3 | 0 | 1 | 111 | 116 | −5  | 3  | 15 |
| 3   | Pau         | 4 | 2 | 0 | 2 | 119 | 108 | 11  | 4  | 12 |
| 4   | Lions       | 4 | 2 | 0 | 2 | 122 | 103 | 19  | 2  | 10 |
| 5   | Dragons     | 4 | 1 | 0 | 3 | 61  | 116 | −55 | 1  | 5  |
| 6   | Newcastle   | 4 | 0 | 0 | 4 | 55  | 115 | −60 | 0  | 0  |

### Girone 3
|            | Incontri girone 3      |       |
| ---------- | ---------------------- | ----- |
| 6-12-2024  | Gloucester – Edimburgo | 15-10 |
| 7-12-2024  | Bayonne – Scarlets     | 17-16 |
| 7-12-2024  | Black Lion – Vannes    | 22-19 |
| 13-12-2024 | Edimburgo – Bayonne    | 52-12 |
| 14-12-2024 | Vannes – Gloucester    | 43-19 |
| 15-12-2024 | Scarlets – Black Lion  | 36-18 |
| 10-1-2025  | Gloucester – Scarlets  | 31-7  |
| 11-1-2025  | Vannes – Edimburgo     | 25-29 |
| 11-1-2025  | Black Lion – Bayonne   | 16-41 |
| 18-1-2025  | Scarlets – Vannes      | 38-28 |
| 19-1-2025  | Edimburgo – Black Lion | 36-15 |
| 19-1-2025  | Bayonne – Gloucester   | 55-17 |

#### Classifica
| Pos | Squadra    | G | V | N | P | PF  | PS  | P±  | BP | PT |
| --- | ---------- | - | - | - | - | --- | --- | --- | -- | -- |
| 1   | Edimburgo  | 4 | 3 | 0 | 1 | 127 | 67  | 60  | 4  | 16 |
| 2   | Bayonne    | 4 | 3 | 0 | 1 | 125 | 101 | 24  | 2  | 14 |
| 3   | Scarlets   | 4 | 2 | 0 | 2 | 97  | 94  | 3   | 3  | 11 |
| 4   | Gloucester | 4 | 2 | 0 | 2 | 82  | 115 | −33 | 1  | 9  |
| 5   | Vannes     | 4 | 1 | 0 | 3 | 115 | 108 | 7   | 4  | 8  |
| 6   | Black Lion | 4 | 1 | 0 | 3 | 71  | 132 | −61 | 0  | 4  |

## Ordine di qualificazione
| Ordine                               | Squadra              | Pt                   | Mt                   | Diff                 |
| Vincitrici di girone                 | Vincitrici di girone | Vincitrici di girone | Vincitrici di girone | Vincitrici di girone |
| ------------------------------------ | -------------------- | -------------------- | -------------------- | -------------------- |
| 1                                    | Connacht             | 20                   | 25                   | +81                  |
| 2                                    | Montpellier          | 19                   | 19                   | +90                  |
| 3                                    | Edimburgo            | 16                   | 18                   | +60                  |
| Seconde classificate                 |                      |                      |                      |                      |
| 4                                    | Ospreys              | 15                   | 16                   | -5                   |
| 5                                    | Lione                | 14                   | 21                   | +32                  |
| 6                                    | Bayonne              | 14                   | 18                   | +24                  |
| Terze classificate (migliori due)    |                      |                      |                      |                      |
| 7                                    | Pau                  | 12                   | 10                   | +11                  |
| 8                                    | Perpignano           | 11                   | 12                   | +8                   |
| Quinte classificate in Champions Cup |                      |                      |                      |                      |
| 9                                    | Racing 92            | 9                    | 12                   | -12                  |
| 10                                   | Bath                 | 7                    | 14                   | -12                  |
| 11                                   | Bulls                | 5                    | 12                   | -29                  |
| 12                                   | Sharks               | 5                    | 10                   | -87                  |
| Terze classificate (peggiore)        |                      |                      |                      |                      |
| 13                                   | Scarlets             | 11                   | 13                   | +3                   |
| Quarte classificate                  |                      |                      |                      |                      |
| 14                                   | Lions                | 10                   | 13                   | +19                  |
| 15                                   | Gloucester           | 9                    | 12                   | -33                  |
| 16                                   | Cardiff Rugby        | 7                    | 13                   | -7                   |

## Fase finale
|  | Ottavi di finale | Ottavi di finale | Ottavi di finale |           |            | Quarti di finale | Quarti di finale | Quarti di finale |  |  | Semifinali | Semifinali | Semifinali |  |  | Finale | Finale | Finale |  |
|  |                  |                  |                  |           |            |                  |                  |                  |  |  |            |            |            |  |  |        |        |        |  |
|  | 1                | Connacht         | 35               |           |            |                  |                  |                  |  |  |            |            |            |  |  |        |        |        |  |
|  | 1                | Connacht         | 35               |           |            |                  |                  |                  |  |  |            |            |            |  |  |        |        |        |  |
|  | 16               | Cardiff Rugby    | 20               |           |            |                  |                  |                  |  |  |            |            |            |  |  |        |        |        |  |
|  | 16               | Cardiff Rugby    | 20               |           | Connacht   | Connacht         | 40               |                  |  |  |            |            |            |  |  |        |        |        |  |
|  |                  |                  |                  |           | Connacht   | Connacht         | 40               |                  |  |  |            |            |            |  |  |        |        |        |  |
|  |                  |                  | Racing 92        | Racing 92 | 43         |                  |                  |                  |  |  |            |            |            |  |  |        |        |        |  |
|  | 8                | Perpignano       | Racing 92        | Racing 92 | 43         | 18               |                  |                  |  |  |            |            |            |  |  |        |        |        |  |
|  | 8                | Perpignano       |                  |           |            |                  |                  |                  |  |  |            |            |            |  |  |        |        |        |  |
|  | 9                | Racing 92        | 24               |           |            |                  |                  |                  |  |  |            |            |            |  |  |        |        |        |  |
|  | 9                | Racing 92        | 24               |           | Racing 92  | Racing 92        | 15               |                  |  |  |            |            |            |  |  |        |        |        |  |
|  |                  |                  |                  |           |            |                  |                  |                  |  |  |            |            |            |  |  |        |        |        |  |
|  |                  |                  | Lione            | Lione     | 29         |                  |                  |                  |  |  |            |            |            |  |  |        |        |        |  |
|  | 4                | Ospreys          | Lione            | Lione     | 29         | 36               |                  |                  |  |  |            |            |            |  |  |        |        |        |  |
|  | 4                | Ospreys          |                  |           |            |                  |                  |                  |  |  |            |            |            |  |  |        |        |        |  |
|  | 13               | Scarlets         | 14               |           |            |                  |                  |                  |  |  |            |            |            |  |  |        |        |        |  |
|  | 13               | Scarlets         | 14               |           | Ospreys    | Ospreys          | 18               |                  |  |  |            |            |            |  |  |        |        |        |  |
|  |                  |                  |                  |           | Ospreys    | Ospreys          | 18               |                  |  |  |            |            |            |  |  |        |        |        |  |
|  |                  |                  | Lione            | Lione     | 20         |                  |                  |                  |  |  |            |            |            |  |  |        |        |        |  |
|  | 5                | Lione            | Lione            | Lione     | 20         | 34               |                  |                  |  |  |            |            |            |  |  |        |        |        |  |
|  | 5                | Lione            |                  |           |            |                  |                  |                  |  |  |            |            |            |  |  |        |        |        |  |
|  | 12               | Sharks           | 21               |           |            |                  |                  |                  |  |  |            |            |            |  |  |        |        |        |  |
|  | 12               | Sharks           | 21               |           | Lione      | Lione            | 12               |                  |  |  |            |            |            |  |  |        |        |        |  |
|  |                  |                  |                  |           |            |                  |                  |                  |  |  |            |            |            |  |  |        |        |        |  |
|  |                  |                  | Bath             | Bath      | 37         |                  |                  |                  |  |  |            |            |            |  |  |        |        |        |  |
|  | 2                | Montpellier      | Bath             | Bath      | 37         | 17               |                  |                  |  |  |            |            |            |  |  |        |        |        |  |
|  | 2                | Montpellier      |                  |           |            |                  |                  |                  |  |  |            |            |            |  |  |        |        |        |  |
|  | 15               | Gloucester       | 24               |           |            |                  |                  |                  |  |  |            |            |            |  |  |        |        |        |  |
|  | 15               | Gloucester       | 24               |           | Gloucester | Gloucester       | 26               |                  |  |  |            |            |            |  |  |        |        |        |  |
|  |                  |                  |                  |           | Gloucester | Gloucester       | 26               |                  |  |  |            |            |            |  |  |        |        |        |  |
|  |                  |                  | Bath             | Bath      | 61         |                  |                  |                  |  |  |            |            |            |  |  |        |        |        |  |
|  | 7                | Pau              | Bath             | Bath      | 61         | 24               |                  |                  |  |  |            |            |            |  |  |        |        |        |  |
|  | 7                | Pau              |                  |           |            |                  |                  |                  |  |  |            |            |            |  |  |        |        |        |  |
|  | 10               | Bath             | 49               |           |            |                  |                  |                  |  |  |            |            |            |  |  |        |        |        |  |
|  | 10               | Bath             | 49               |           | Bath       | Bath             | 39               |                  |  |  |            |            |            |  |  |        |        |        |  |
|  |                  |                  |                  |           |            |                  |                  |                  |  |  |            |            |            |  |  |        |        |        |  |
|  |                  |                  | Edimburgo        | Edimburgo | 24         |                  |                  |                  |  |  |            |            |            |  |  |        |        |        |  |
|  | 3                | Edimburgo        | Edimburgo        | Edimburgo | 24         | 24               |                  |                  |  |  |            |            |            |  |  |        |        |        |  |
|  | 3                | Edimburgo        |                  |           |            |                  |                  |                  |  |  |            |            |            |  |  |        |        |        |  |
|  | 14               | Lions            | 12               |           |            |                  |                  |                  |  |  |            |            |            |  |  |        |        |        |  |
|  | 14               | Lions            | 12               |           | Edimburgo  | Edimburgo        | 34               |                  |  |  |            |            |            |  |  |        |        |        |  |
|  |                  |                  |                  |           | Edimburgo  | Edimburgo        | 34               |                  |  |  |            |            |            |  |  |        |        |        |  |
|  |                  |                  | Bulls            | Bulls     | 28         |                  |                  |                  |  |  |            |            |            |  |  |        |        |        |  |
|  | 6                | Bayonne          | Bulls            | Bulls     | 28         | 22               |                  |                  |  |  |            |            |            |  |  |        |        |        |  |
|  | 6                | Bayonne          |                  |           |            |                  |                  |                  |  |  |            |            |            |  |  |        |        |        |  |
|  | 11               | Bulls            | 32               |           |            |                  |                  |                  |  |  |            |            |            |  |  |        |        |        |  |

### Ottavi di finale
| Arbitro: | Ludovic Cayre |

|                                              |    |                         |
| Goosen 1’ Vellacott 9’ Ritchie 28’ Price 71’ | mt | 46’ Horn 75’ J. Visagie |
| Thompson 29’, 72’                            | tr | 76’ Steyn               |

| Arbitro: | Hollie Davidson |

|                                    |      |                                                                                |
| Tuipulotu 26’ Brau-Boirie 61’, 68’ | mt   | 1’ Muir 21’ Cokanasiga 29’ Obano 34’ Bayliss 42’ Dunn 56’ McConnochie 71’ Reid |
| Desperes 27’, 61’, 68’             | tr   | 2’, 22’, 30’, 35’, 43’, 57’, 72’ Donoghue                                      |
| Desperes 19’                       | c.p. |                                                                                |

| Arbitro: | Christophe Ridley |

|                                  |      |                                                     |
| Mori 32’ Bourdeau 48’ Spring 75’ | mt   | 15’ Petersen 38’ Ludwig 44’ D. Kriel 67’ Van Staden |
| Spring 49’ Tiberghien 76’        | tr   | 39’, 45’ Johannes 67’ Goosen                        |
| Germain 5’                       | c.p. | 14’ Johannes 80’ Goosen                             |

| Arbitro: | Morné Ferreira |

|                     |      |                                        |
| Bouthier 4’ Reus 9’ | mt   | 25’ F. Thomas 33’ Jordan 57’ Ackermann |
| Reus 5’, 10’        | tr   | 26’, 34’, 57’ S. Carreras              |
| Reus 40’            | c.p. | 80’ S. Carreras                        |

| Arbitro: | Gianluca Gnecchi |

|                        |      |                                  |
| Allan 35’ Veredamu 53’ | mt   | 23’ Bamba 41’ Joseph 65’ Naituvi |
| Allan 54’              | tr   | 23’, 42’ Farrell 66’ Le Garrec   |
| Allan 13’, 17’         | c.p. | 8’ Farrell                       |

| Arbitro: | Luc Ramos |

|                                                      |      |                                    |
| Devine 2’ Treacy 41’ Jansen 44’ Bolton 66’ Boyle 76’ | mt   | 37’ Lee-Lo 53’ B. Thomas 60’ Adams |
| Hanrahan 3’, 42’, 45’ Ioane 66’, 77’                 | tr   | 54’ B. Thomas                      |
|                                                      | c.p. | 12’ Sheedy                         |

| Arbitro: | Federico Vedovelli |

|                                                                 |      |                                 |
| Tchaptchet 16’ William 20’ Charcosset 27’ Maraku 37’ Rattez 67’ | mt   | 4’ Mbatha 69’ Rahl 79’ Mavesere |
| Berdeu 21’, 28’ Méliande 67’                                    | tr   | 5’ Masuku 69’, 79’ J. Smith     |
| Berdeu 7’                                                       | c.p. |                                 |

| Arbitro: | Matthew Carley |

|                                                                 |    |                      |
| Beard 1’ Morgan 4’ R. Davies 28’ Lake 38’ Walsh 52’ Kasende 61’ | mt | 10’ Murray 70’ James |
| Edwards 2’, 29’, 39’                                            | tr | 11’, 71’ Lloyd       |

### Quarti di finale
| Arbitro: | Pierre Brousset |

|                                         |      |                                                |
| Lang 3’, 24’ Bradbury 13’ Gilchrist 42’ | mt   | 16’, 76’ D. Kriel 46’ meta tecnica 49’ Hanekom |
| Thompson 4’, 13’, 25’, 43’              | tr   | 16’ Johannes 50’, 76’ Goosen                   |
| Thompson 37’, 59’                       | c.p. |                                                |

| Arbitro: | Andrew Brace |

|                         |      |                        |
| Morgan 25’ McGuigan 70’ | mt   | 6’ Rattez 50’ Guillard |
| Edwards 26’             | tr   | 7’, 51’ Berdeu         |
| Edwards 19’, 54’        | c.p. | 21’, 34’ Berdeu        |

| Arbitro: | Christophe Ridley |

|                                                                     |      |                                                       |
| Aki 2’ C. Prendergast 8’, 29’ meta tecnica 12’ Murphy 72’ Forde 78’ | mt   | 5’ Naituvi 18’ Escobar 24’, 48’ Le Garrec 33’ Tuisova |
| Hanrahan 3’, 9’, 30’, 79’                                           | tr   | 25’, 33’ Lancaster 49’ Le Garrec                      |
|                                                                     | c.p. | 42’ Lancaster 56’, 64’ Le Garrec                      |
|                                                                     | drop | 53’ Farrell                                           |

| Arbitro: | Sam Grove-White |

| |    |                                                    |
| De Glanville 3’ Dunn 10’ Griffin 14’ Spencer 29’ Barbeary 38’, 50’ Coetzee 65’ Hill 70’ Carr-Smith 78’ | mt | 6’ S. Carreras 22’ Singleton 36’ Morris 73’ Ludlow |
| Russell 4’, 15’, 29’, 39’, 51’, 66’, 71’, 79’                                                          | tr | 7’, 22’, 73’ S. Carreras                           |

### Semifinali
| Arbitro: | Nika Amashukeli |

|                                             |      |                                                               |
| M. Tuipulotu 18’ meta tecnica 42’ Price 64’ | mt   | 8’ Underhill 30’, 53’ Dunn 59’ Barbeary 75’ Annett 77’ Pepper |
| Thompson 19’, 65’                           | tr   | 9’, 54’, 76’ Russell                                          |
| Thompson 37’                                | c.p. | 63’ Russell                                                   |

| Arbitro: | Karl Dickson |

|                                |      |                         |
| Rattez 27’ Saginadze 50’       | mt   | 35’ Escobar 54’ Labarbe |
| Berdeu 28’, 51’                | tr   | 55’ Tedder              |
| Berdeu 24’, 47’, 62’, 67’, 72’ | c.p. | 22’ Tedder              |

### Finale
| Arbitro: | Hollie Davidson |

| |              | |
| Dunn 19’ Ojomoh 24’ Obano 50’ Spencer 62’ | mt           | 2’ Dumortier 43’ A. Botha |
| Russell 20’, 24’, 51’, 63’ | tr           | 44’ Berdeu |
| Russell 8’, 42’, 71’ | c.p.         | |
| · 73’ De Glanville · Cokanasiga · Ojomoh · Butt · 34-44’ Muir · Russell · 70’ Spencer · 50’ Reid · 28-38’ Underhill · 50’ Hill · 70’ Ewels · Roux · 50’ Stuart · 60’ Dunn · 60’ Obano | Formazioni   | · Niniashvili 70’ · Rattez · Maraku · Millet · Dumortier · Berdeu 70’ · Couilloud · A. Botha 54’ · Saginadze 58’ · Cretin 64’ · Guillard · William · Ainsley 54’ · Chat 54’ · Rey 60’ |
| · 60’ Annett · 60’ Van Wyk · 50’ Du Toit · 70’ Molony · 50’ Pepper · 70’ Carr-Smith · 73’ Donoghue · 50’ Barbeary                                                                     | Sostituzioni | · G. Marchand 54’ · Kaabeche 60’ · Aptsiauri 54’ · Lambey 64’ · Allen 58’ · Gouzou 54’ · Page-Relo 70’ · Méliande 70’                                                                 |
| Johann van Graan | Allenatori   | Karim Ghezal |